# Комиссия Куломзина

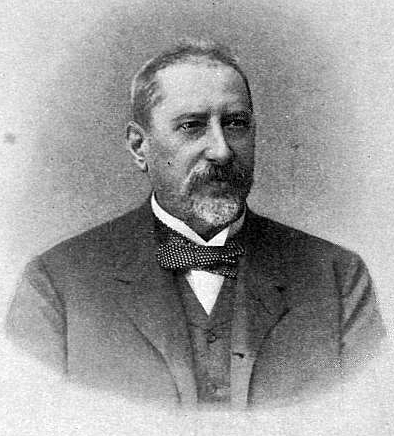
Анатолий Николаевич Куломзин

Коми́ссия Куломзина́ — комиссия для изучения состояния землевладения, землепользования и хозяйства в Забайкальской области, учрежденная правительством Российской империи в 1897 году. Комиссию возглавлял статс-секретарь Анатолий Николаевич Куломзин, под чьим именем эта комиссия вошла в историю.

## Задачи комиссии Куломзина
Комиссия была создана в связи со строительством Забайкальской железной дороги. Её задачей было: 
- выяснить численность сельского населения по разрядам, по населённым пунктам, по обществам, родам и волостям.
- определить площадь земель для хлебопашества и сколько наделов для местных жителей и будущих переселенцев можно выделить в Забайкалье для ведения сельского хозяйства.

## Результаты работы комиссии
Было посещено 1409 населённых пунктов, переписано 110 634 хозяйства. Комиссией составлено: 1088 поселенных описаний, 132 волостных бланка, 171 земледельческий бланк, 183 бланка по скотоводству, 150 урожайных, 190 почвенных и 80 сельскохозяйственных участковых бланков.
Были составлены аграрные карты региона, прилегающие к строящейся Забайкальской железной дороге. Это позволили агрономам рекомендовать переселенческому управлению возможные направления хозяйственной деятельности местного населения и будущих переселенцев. 
Комиссия установила, что землевладение в области не имеет единой правовой основы, зачастую нет даже точных данных о границах владений, права собственников систематически нарушаются.
Материалы комиссии Куломзина были опубликованы в конце 1898 года. Данные материалы до сих пор являются ценными источниками для изучения истории и экономики Забайкальской области периода конца XIX — начала XX веков.